# Liste der Backgammon-Weltmeister
Diese Liste gibt einen Überblick aller Weltmeister im Backgammon seit 1967.

## Weltmeisterschaften in Las Vegas
| Jahr | Weltmeister             |
| ---- | ----------------------- |
| 1967 | Tim Holland (USA)       |
| 1968 | Tim Holland (USA) - 2 - |
| 1969 | Alice Topping (USA)     |
| 1970 | keine Austragung        |
| 1971 | Tim Holland (USA) - 3 - |
| 1972 | Oswald Jacoby (USA)     |
| 1973 | Carol Crawford (USA)    |
| 1974 | Claude Beer (USA)       |

## Weltmeisterschaften auf den Bahamas
| Jahr | Weltmeister             |
| ---- | ----------------------- |
| 1975 | Billy Eisenberg (USA)   |
| 1976 | Baron Vernon Ball (USA) |
| 1977 | Ken Goodman (USA)       |
| 1978 | Paul Magriel (USA)      |

## Weltmeisterschaften in Monte Carlo
| Jahr | Weltmeister                         |
| ---- | ----------------------------------- |
| 1979 | Luigi Villa (Italien)               |
| 1980 | Walter Coratella (Mexiko)           |
| 1981 | Lee Genud (USA)                     |
| 1982 | Jacques Michel (Schweiz)            |
| 1983 | Bill Robertie (USA)                 |
| 1984 | Mike Svobodny (USA)                 |
| 1985 | Charles-Henri Sabet (Italien)       |
| 1986 | Clement Palacci (Italien)           |
| 1987 | Bill Robertie (USA) - 2 -           |
| 1988 | Philipp Marmorstein (BRD)           |
| 1989 | Joe Russell (USA)                   |
| 1990 | Hal Heinrich (Kanada)               |
| 1991 | Michael Meyburg (Deutschland)       |
| 1992 | Ion Ressu (Rumänien)                |
| 1993 | Peter Jes Thomsen (Dänemark)        |
| 1994 | Frank Frigo (USA)                   |
| 1995 | David Ben-Zion (Israel)             |
| 1996 | David Nahmad (Italien/Monaco)       |
| 1997 | Jerry Grandell (Schweden)           |
| 1998 | Michael Meyburg (Deutschland) - 2 - |
| 1999 | Jörgen Granstedt (Schweden)         |
| 2000 | Katie Scalamandre (USA)             |
| 2001 | Jörgen Granstedt (Schweden) - 2 -   |
| 2002 | Mads Andersen (Dänemark)            |
| 2003 | Jon Kristian Røyset (Norwegen)      |
| 2004 | Peter Hallberg (Dänemark)           |
| 2005 | Dennis Carlston (USA)               |
| 2006 | Philip Vischjager (Niederlande)     |
| 2007 | Jorge Pan (Argentinien)             |
| 2008 | Lars Trabolt (Dänemark)             |
| 2009 | Masayuki Mochizuki (Japan)          |
| 2010 | Lars Bentzon (Dänemark)             |
| 2011 | Takumitsu Suzuki (Japan)            |
| 2012 | Nevzat Dogan (Dänemark)             |
| 2013 | Vyacheslav Pryadkin (Ukraine)       |
| 2014 | Akiko Yazawa (Japan)                |
| 2015 | Ali Cihangir Cetinel (Türkei)       |
| 2016 | Jörgen Granstedt (Schweden) - 3 -   |
| 2017 | Didier Assaraf (Frankreich)         |
| 2018 | Akiko Yazawa (Japan) - 2 -          |
| 2019 | Eli Roymi (Israel)                  |
| 2021 | Masayuki Mochizuki (Japan) - 2 -    |
| 2022 | Sander Lylloff (Dänemark)           |
| 2023 | Frank Frigo (USA) - 2 -             |
| 2024 | Johan Moazed (Schweden)             |